# DomainKeys Identified Mail
DomainKeys Identified Mail (DKIM) er en metode, der er designet til at registrere e-mail-spoofing. Det gør det muligt for modtageren at kontrollere, at en e-mail, der hævdes at stamme fra et bestemt domæne, rent faktisk er sendt af det pågældende domænes ejer. Det er beregnet til at forhindre forfalskede afsender-adresser i e-mails, en teknik, der ofte anvendes i phishing og spam.
Teknisk set lader DKIM et domæne inkludere sit navn i en e-mail ved at knytte en digital signatur til det. Kontrollen er foretaget ved hjælp af domænets offentlige nøgle, der er offentliggjort i DNS. En gyldig signatur garanterer, at e-mailen (eventuelt inklusive vedhæftede filer), ikke er blevet ændret siden signaturen blev anbragt. Normalt er DKIM-signaturen ikke synlig for slutbrugere, og er anbragt eller kontrolleret af infrastrukturen fremfor af e-mailens afsender eller modtager. På det område adskiller DKIM sig fra såkaldte end-to-end digitale signaturer.